# Jeong Jun-ho
Jeong Jun-ho est un acteur sud-coréen né le 1er octobre 1970 à Séoul.

## Filmographie

### Cinéma
- 1997 : 1818
- 2000 : The Siren
- 2000 : Anarchists de Yoo Young-sik : Lee Geun
- 2001 : The Last Witness
- 2001 : My Boss, My Hero de Yoon Je-kyoon : Gye Do-shik
- 2002 : Unborn But Forgotten
- 2002 : Marrying the Mafia
- 2003 : North Korean Guys
- 2003 : The Legend of the Evil Lake
- 2002 : A Perfect Match de Mo Ji-eun : Park Hyun-su
- 2004 : A Wacky Switch de Jung Yeon-won : Lee Dong-hwa
- 2005 : My Boss, My Teacher
- 2005 : The Twins
- 2005 : Another Public Enemy
- 2005 : Marrying the Mafia II (caméo)
- 2006 : La Lignée sacrée
- 2007 : Swindler in My Mom's House
- 2007 : West 32nd (cameo)
- 2009 : More Than Blue de Won Tae-yeon : Président Im
- 2009 : City of Damnation
- 2010 : George and Bong-sik
- 2010 : Love, In Between
- 2012 : Return of the Mafia
- 2020 : Hitman: Agent Jun

### Télévision
- 1997 : Cinderella
- 1997 : Condition of Love
- 1998 : Love
- 1998 : Sunflower
- 1999 : Goodbye My Love
- 2000 : Air Force
- 2000 : Women Like You
- 2000 : Mr. Duke (cameo)
- 2001 : Hotelier (cameo)
- 2005 : Princess Lulu
- 2007 : Perhaps Love
- 2008 : The Last Scandal of My Life
- 2009 : IRIS
- 2010 : Queen of Reversals
- 2013 : Your Neighbor's Wife
- 2014 : Mama

## Récompenses
- 1996 : MBC Drama Awards : Meilleur nouvel acteur
- 2002 : Blue Dragon Film Awards : Popularity Award
- 2005 : 28e Hwanggeum Film Awards : Meilleur acteur
- 2007 : Kyung Hee University Awards : Lifetime Achievement
- 2008 : MBC Drama Awards : Award du meilleur acteur pour The Last Scandal of My Life
- 2009 : KBS Drama Awards : Award du meilleur acteur dans une série télévisée pour IRIS
- 2009 : 17e Chunsa Film Festival : Hallyu Culture Daesang, Acteur
- 2010 : MBC Drama Awards : Award du meilleur acteur pour Queen of Reversals